# GOS-beker

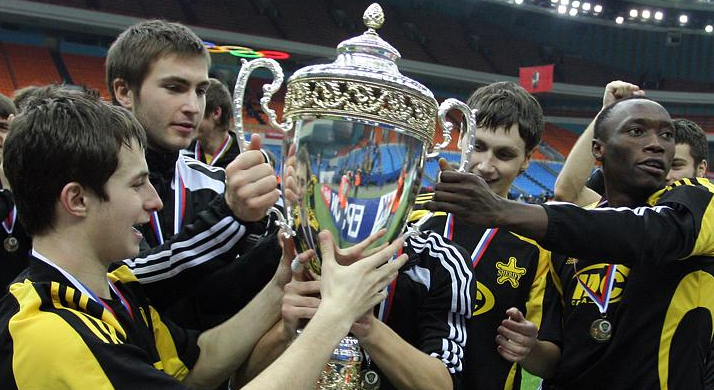
Sheriff Tiraspol won de beker in 2009

Het toernooi om de GOS-beker was een internationaal voetbaltoernooi dat bedoeld was voor de kampioenen van de landen van het Gemenebest van Onafhankelijke Staten (GOS), erkend door de FIFA.
Het toernooi werd gestart na het uiteenvallen van de Sovjet-Unie en de eerste editie werd in 1993 gehouden. Naast de GOS-landen deden ook de kampioenen van Estland, Letland en Litouwen mee. Oekraïne nam niet deel aan de eerste twee edities. Tot 2006 nam het Russisch voetbalelftal onder 21 jaar als zestiende deelnemer deel. Hierna kwamen er meer gastdeelnemers. In 2007 en 2008 nam een club uit Servië deel en in 2010 en 2011 uit Finland. Ook keerde het Russisch voetbalelftal onder 21 jaar terug.
Het toernooi was in de beginjaren erg populair en werd gedomineerd door teams uit Rusland en Oekraïne. Na zo'n tien jaar gingen de topteams uit deze landen met hun B-teams spelen, mede door de ondergrond in het Olympisch Stadion Loezjniki, en nam de populariteit af. In 2006 werd een concurrerend toernooi, de Channel One Cup, gestart dat de grote teams aantrok. Hierdoor namen steeds meer niet-kampioenen deel aan de GOS-beker. Ook was er in 2006 een schandaal toen Pjoenik Jerevan uit Armenië aankondigde niet in de halve finale tegen Neftçi Bakoe uit Azerbeidzjan uit te willen komen in verband met het conflict om Nagorno-Karabach. Vanaf 2007 werden gesprekken gestart om samen te gaan met de Channel One Cup. Deze gesprekken waren niet succesvol en de Channel One Cup hield in 2009 op te bestaan.
Sinds 2012 wordt het toernooi gespeeld door nationale jeugdelftallen (onder 21) van de GOS-landen. In 2014 namen ook twee stedenteams uit Moskou en St. Petersburg deel. Aan de editie 2015 namen teams uit Finland en Zuid-Afrika, die beide de finale haalden, als gastteam deel.
Na de editie van 2016 maakte de Russische minister van sport Vitali Moetko bekend dat het toernooi om de GOS-beker gestaakt wordt omdat het toernooi door de deelname van steeds meer jeugdteams zijn relevantie verloren heeft. Het ministerie blijft zich wel inzetten voor het internationale landenjeugdvoetbal via de Valentin Granatkin Memorial die sinds 1983 georganiseerd wordt.

## Finales
| Jaar | Winnaar            | Uitslag      | Finalist            | Locatie                             |
| ---- | ------------------ | ------------ | ------------------- | ----------------------------------- |
| 1993 | Spartak Moskou     | 8-0          | Dinamo-93 Minsk     | CSKA Sportpaleis, Moskou            |
| 1994 | Spartak Moskou     | 7-0          | Neftchi Fergana     | Olympisch Stadion Loezjniki, Moskou |
| 1995 | Spartak Moskou     | 5-1          | Dinamo Tbilisi      | CSKA Sportpaleis                    |
| 1996 | Dynamo Kiev        | 1-0          | Alania Vladikavkaz  | CSKA Sportpaleis                    |
| 1997 | Dynamo Kiev        | 3-2          | Spartak Moskou      | CSKA Sportpaleis                    |
| 1998 | Dynamo Kiev        | 1-0          | Spartak Moskou      | CSKA Sportpaleis                    |
| 1999 | Spartak Moskou     | 2-1          | Dynamo Kiev         | Olympisch Stadion Loezjniki         |
| 2000 | Spartak Moskou     | 3-0          | Zimbru Chişinău     | Olympisch Stadion Loezjniki         |
| 2001 | Spartak Moskou     | 2-1 nv       | Skonto Riga         | Olympisch Stadion Loezjniki         |
| 2002 | Dynamo Kiev        | 4-3          | Spartak Moskou      | Olympisch Stadion Loezjniki         |
| 2003 | Sheriff Tiraspol   | 2-1          | Skonto Riga         | Olympisch Stadion Loezjniki         |
| 2004 | Dinamo Tbilisi     | 3-1          | Skonto Riga         | Olympisch Stadion Loezjniki         |
| 2005 | Lokomotiv Moskou   | 2-1          | Neftçi Bakoe        | Dinamostadion, Moskou               |
| 2006 | Neftçi Bakoe       | 4-2          | FBK Kaunas          | Olympisch Stadion Loezjniki         |
| 2007 | Pakhtakor Tasjkent | 0-0 ns (9-8) | FK Ventspils        | Olympisch Stadion Loezjniki         |
| 2008 | Khazar Lenkoran    | 4-3          | Pakhtakor Tasjkent  | SCC Peterburgsky, Sint Petersburg   |
| 2009 | Sheriff Tiraspol   | 0-0 ns (5-4) | FC Aktobe           | Olympisch Stadion Loezjniki         |
| 2010 | Roebin Kazan       | 5-2          | FC Aktobe           | Olympisch Stadion Loezjniki         |
| 2011 | Inter Bakoe        | 0-0 ns (6-5) | Sjachtjor Salihorsk | SCC Peterburgsky                    |
| 2012 | Rusland -21        | 2-0          | Wit-Rusland -19     | SCC Peterburgsky                    |
| 2013 | Rusland -21        | 4-2          | Oekraïne -21        | SCC Peterburgsky                    |
| 2014 | Oekraïne -21       | 4-0          | Rusland -21         | SCC Peterburgsky                    |
| 2015 | Zuid-Afrika -20    | 2-1          | Finland -21         | SCC Peterburgsky                    |
| 2016 | Rusland -21        | 4-2          | Moldavië -21        | SCC Peterburgsky                    |